# Alyson Michalka
Alyson Renae «Aly» Michalka (Torrance, California; 25 de marzo de 1989), acreditada a menudo simplemente como Aly, es una actriz, cantante compositora, y música estadounidense. Michalka saltó a la fama por interpretar el papel de Keely Teslow en la serie original de Disney Channel Phil of the Future. Es también conocida por su papel de Marti Perkins en la serie Hellcats, de la cadena CW. Forma parte del dúo musical Aly & AJ (anteriormente 78violet) con su hermana Amanda Michalka.

## Biografía

### Infancia y juventud
Nació en Torrance (California) y creció en Seattle (Washington) y en el sur de California, con su hermana, Amanda Joy "AJ" Michalka, quien también es actriz y música. Su padre, Mark, es dueño de una empresa contratista, y su madre, Carrie, es una música que actuó con la banda de rock cristiano "JC Band". Sus padres están divorciados.
Michalka ha tocado el piano desde que tenía cinco años y comenzó a tocar la guitarra a los 13. Comenzó a actuar cuando tenía cinco años en producciones de obras de teatro de la iglesia.

## Carrera

### Actuación
Michalka hizo su debut actuando como Keely Teslow en la serie original de Disney Channel, Phil del futuro. También ha participado en las películas originales de Disney Channel Now You See It..., en la que interpretaba Allyson Miller, un productor de televisión ambicioso, y en Cow Belles, interpretó el papel principal en Walden Media de la película Bandslam, sobre un grupo de inadaptados que forman una banda de rock. En la película, también actuó Vanessa Hudgens, se estrenó en agosto de 2009. También tuvo un papel secundario en la película The Roommate cómo la amiga heroína y en la película Easy A, protagonizada por Emma Stone.
Estuvo en la serie CW Hellcats donde tuvo un papel principal como Martí Perkins cómo cheerleading junto a Ashley Tisdale. La serie se estrenó el 8 de septiembre de 2010. Sin embargo, después de únicamente una temporada The CW anunció que la serie no sería renovada para la programación de otoño 2011-12. En 2011, Michalka hizo una aparición especial en la serie de televisión CSI: NY. En 2013, Michalka apareció en la película de drama independiente Crazy Kind of Love, junto a Eva Longoria, Virginia Madsen y Amanda Crew.
Michalka fue estrella invitada en un episodio de CSI NY, que salió al aire el 30 de septiembre de 2011.  En 2013, Michalka participó en un papel de varios episodios en la comedia Two and a Half Men. En julio de 2014, ella y su hermana filmaron el drama independiente Weepah Way for Now en Laurel Canyon, California; Michalka también participó en el proceso de casting y producción de la película. La película fue escrita y dirigida por su esposo, Stephen Ringer, y se estrenó en el Festival de Cine de Los Ángeles el 16 de junio de 2015. Michalka tuvo un papel recurrente en la serie de CW iZombie, durante la primera y segunda temporada, y se convirtió en miembro habitual del reparto durante la tercera temporada. El 19 de abril de 2016, se anunció que actuaría como miembro del elenco de la película de comedia The Lears, una adaptación basada en la obra de Shakespeare King Lear.

### Música

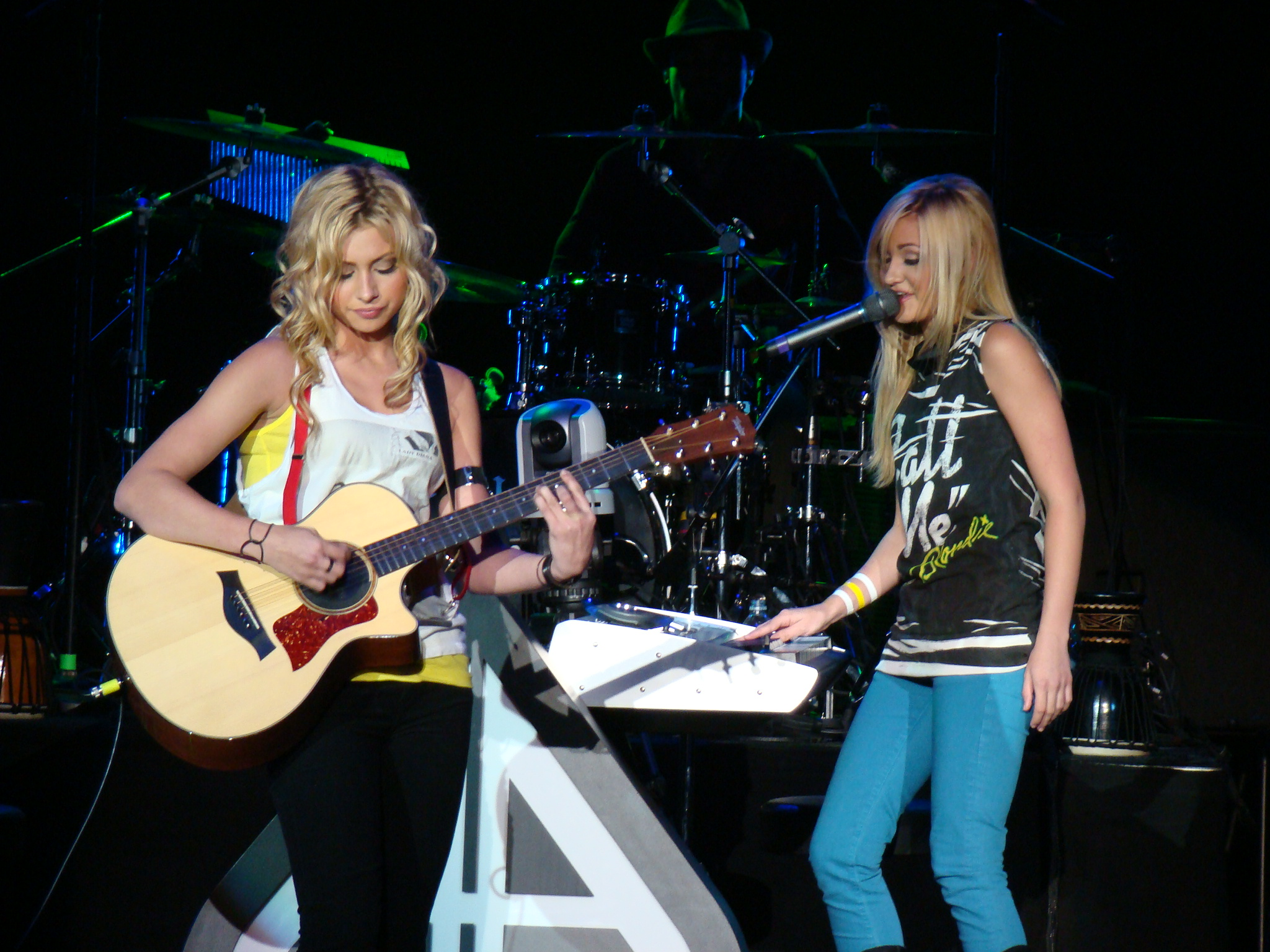
Aly & AJ en un concierto en octubre de 2007.

Michalka y su hermana Amanda Michalka formaron el dúo musical Aly & AJ en 2004. Lanzaron su primer álbum, Into the Rush, el 16 de agosto de 2005. En septiembre de 2006, lanzaron un álbum navideño titulado, Acoustic Hearts of Winter, con versiones de canciones y dos canciones originales. En julio de 2007, lanzaron su tercer álbum, Insomniatic, con el sencillo de Billboard Top 20, "Potential Breakup Song". El dúo cambió su nombre a 78violet y estaban listos para lanzar un cuarto álbum a principios de 2010, pero el proyecto nunca se materializó tras su salida del sello discográfico Hollywood Records. Varios años después, en el verano de 2013, regresaron con nueva música, lanzando su primer sencillo, "Hothouse", el 8 de julio de 2013.
En diciembre de 2015, confirmaron que habían vuelto a su nombre original, "Aly & AJ". En abril de 2016, confirmaron planes para publicar nueva música para un próximo álbum de estudio. El 2 de junio de 2017, anunciaron sus planes para publicar un nuevo sencillo, titulado "Take Me". Sirvió como el sencillo principal de su EP, cuya publicación está previsto para el 14 de julio de 2017. El 7 de mayo de 2021, publicaron A Touch of the Beat Get You Up on Your Feet, Gets You Out y luego Into the Sun. 

## Discografía
| Año  | Canción                   | Álbum                                       |
| ---- | ------------------------- | ------------------------------------------- |
| 2009 | "Amphetamine"             | Bandslam                                    |
| 2009 | "I Want You to Want Me"   | Bandslam                                    |
| 2009 | "Someone to Fall Back On" | Bandslam                                    |
| 2010 | "Brand New Day"           | Hellcats (Music from the Television Series) |
| 2010 | "Belong Here"             | Hellcats (Music from the Television Series) |

## Filmografía

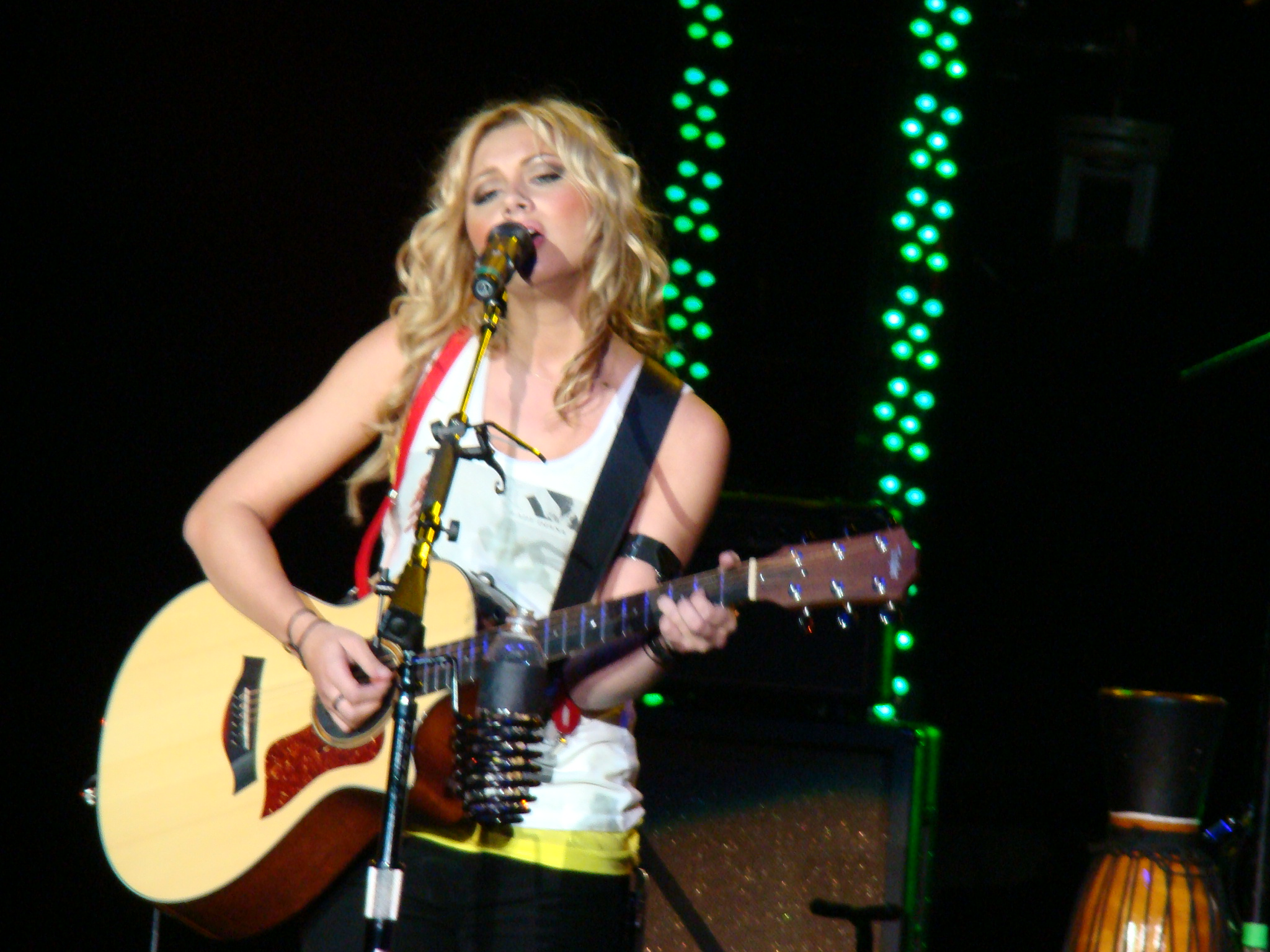
Alyson Michalka en un concierto en 2007

### Cine
| Año  | Título                | Papel                | Notas        | Ref.          |
| ---- | --------------------- | -------------------- | ------------ | ------------- |
| 2009 | Bandslam              | Charlotte Barnes     |              |               |
| 2010 | Easy A                | Rhiannon Abernathy   |              |               |
| 2011 | The Roommate          | Tracy Long           |              |               |
| 2013 | Crazy Kind of Love    | Janine Bosh          |              | [ 24 ]        |
| 2013 | Grown Ups 2           | Bikini Girl Savannah |              |               |
| 2014 | Sequoia               | Reilly MacGrady      |              | [ 25 ] [ 26 ] |
| 2015 | Weepah Way for Now    | Elle                 | Coproductora |               |
| 2017 | The Lears             | Regan Lear           |              |               |
| 2025 | Killing Winston Jones | Cookie Jones         |              |               |

### Televisión
| Año        | Título                    | Papel                    | Notas                                         | Ref.          |
| ---------- | ------------------------- | ------------------------ | --------------------------------------------- | ------------- |
| 2004–2006  | Phil del Future           | Keely Teslow             | Papel principal; 43 episodios                 |               |
| 2005       | Now You See It...         | Allyson Miller           | Película para televisión                      |               |
| 2006       | Cow Belles                | Taylor Callum            | Película para televisión                      |               |
| 2006       | Haversham Hall            | Hope Mason               | Piloto de televisión no emitido               |               |
| 2007       | Punk'd                    | Ella misma               | Episodio del 29 de mayo de 2007               |               |
| 2007       | Super Sweet 16: The Movie | Taylor Tiara             | Película para televisión                      |               |
| 2007       | Aly & AJ: Sister Act      | Ella misma               | Especial para televisión                      |               |
| 2010–2011  | Hellcats                  | Marti Perkins            | Papel principal; 22 episodios                 |               |
| 2011       | CSI: NY                   | Miranda Beck             | Episodio: «Keep It Real»                      |               |
| 2012       | Breaking In               | Joven Heather            | Episodio: «Heathers»                          |               |
| 2013–2014  | Two and a Half Men        | Brooke                   | Papel recurrente; 5 episodios                 |               |
| 2014       | Anger Management          | Lauren                   | Episodio: «Charlie and Sean's Twisted Sister» |               |
| 2015       | Chevy                     | Molly                    | Piloto de televisión no emitido               | [ 27 ] [ 28 ] |
| 2015–2019  | iZombie                   | Peyton Charles           | Papel principal; 56 episodios                 |               |
| 2016       | Cupcake Wars Celebrity    | Ella misma / concursante | Episodio: «Cupcakes in Space»                 |               |
| 2016       | Motive                    | Chloe Wilson             | Episodio: «In Plain Sight»                    |               |
| 2017, 2021 | MacGyver                  | Frankie                  | 2 episodios                                   |               |
| 2018       | Hell's Kitchen            | Ella misma               | Episodio: «Hell's Riders»                     |               |
| 2018       | Celebrity Family Feud     | Ella misma               | Episodio: «Aly & AJ vs. Adrienne Houghton»    |               |
| 2021       | Sand Dollar Cove          | Elli Everson             | Película para televisión                      | [ 29 ]        |
| 2022       | The Good Doctor           | Lexi Dunn                | Episodio: «Yippee Ki-Yay»                     | [ 30 ]        |

### Serie Web
| Año       | Título                                  | Papel | Notas                         | Ref.   |
| --------- | --------------------------------------- | ----- | ----------------------------- | ------ |
| 2017–2019 | Ryan Hansen Solves Crimes on Television | Amy   | Papel principal; 14 episodios | [ 31 ] |

## Premios y nominaciones
| Año  | Premio                    | Categoría                                                                             | Trabajo nominado      | Resultado |
| ---- | ------------------------- | ------------------------------------------------------------------------------------- | --------------------- | --------- |
| 2005 | Premios Young Artist      | Mejor actuación en una serie de televisión (Comedia o drama) – Actriz principal joven | Phil of the Future    | Nominada  |
| 2006 | Premios American Music    | Inspiradores artistas contemporáneos del año                                          | Into the Rush         | Nominada  |
| 2011 | Teen Choice Awards        | Mujer "Roba Escenas"                                                                  | Easy A y The Roommate | Nominada  |
| 2015 | Napa Valley Film Festival | Premio especial del jurado: Mejor actuación en un largometraje de salón               | Weepah Way for Now    | Ganadora  |